# 니카이도 후미
니카이도 후미(二階堂 ふみ, 1994년 9월 21일 ~ )는 일본의 배우, 패션 모델, 사진가이다.

## 약력
도쿄도 출신의 일본 요리사 아버지와 오키나와현 출신 어머니 사이에서 태어났다. 어렸을 때부터 영화를 좋아하는 어머니 손에 이끌려 영화관에 자주 다니게 되면서, 영화 배우에 뜻을 두게 된다. 12세 때 무료 신문의 〈오키나와 미소녀 도감〉 Vol .4에 게재된 것을 계기로 그라비아 데뷔. 그 그라비아가 관리자의 눈에 띄어, 오키나와에 만나러 온 매니저에 의해 스카우트되어 연예계에 진출했다. 로틴(13-15세의 청소년)을 위한 패션 잡지 〈니콜라〉의 전속 모델을 맡는 등 패션 모델로 패션 잡지나 광고에 출연했다.
2007년 텔레비전 드라마《수험의 신》으로 여배우로 데뷔. 2008년 12월 소니 뮤직이 제작한 휴대폰 음악 드라마 〈DOR@MO〉의 1편 《너에게 노래한 러브송》에서 첫 주연을 완수한다. 2009년 공개된 야쿠쇼 코지의 첫 감독 작품 《두꺼비 기름》에 오디션을 거쳐 여주인공으로 발탁되어 영화 데뷔해, ‘포스트 미야자키 아오이’로 관계자의 관심을 끌기 시작했다.
오키나와와 도쿄를 왕래하면서 일을 하고 있었지만, 고교 진학을 계기로 도쿄에 상경했다. 2011년에는 록 밴드 신성 카맛테 짱을 둘러싼 젊은이들을 그린 청춘 영화 《극장판 신성 카맛테 짱 로큰롤은 멈추지 않아》로 영화 첫 주연, 제3회 TAMA 영화상 최우수 신진 여배우상과 제26회 타카사키 영화제 최우수 여우조연상을 수상했다. 2012년에 공개된 소노 시온의 감독 작품 《두더지》는 2011년 제68회 베네치아 국제 영화제 경쟁부문에 출품되어 최우수 신인상에 해당되는 마르첼로 마스트로야니상을 공동 출연의 소메타니 쇼타와 함께 일본인 최초로 수상했다. 이듬해 2013년에는 영화 《두더지》와 《악의 교전》에서의 연기로 제36회 일본 아카데미상 신인 배우상을 수상하며 출연 영화 세 작품 (《뇌남》, 《지옥이 뭐가 나빠》, 《49일의 레시피》)의 연기가 평가된 제35회 요코하마 영화제와 제56회 블루 리본상에서 여우조연상을 수상했다. 또한 2012년 9월에는 《타이라노 키요모리》에서 NHK 대하드라마에 첫 출연. 2013년 3월에는 무대 《팔견전》으로 첫 무대에 선다.
고등학교 3학년이던 2012년부터 2013년까지 여러 영화와 TV 드라마의 촬영으로 바빴던 것으로부터 현역에서 대학 입시를 포기했다. 하지만 촬영 현장에 참고서를 반입해 시험에 대비하여 2014년 1년 재수 끝에 게이오 대학 쇼난 후지사와 캠퍼스의 종합 정책 학부에 AO 입시에서 합격을 완수한다. 2020년 10월 동대학의 7년 동안 재학중이였던 것이 보도되고 있다.
2014년에는 영화 《내 남자》로 앞으로의 활약을 기대하는 젊은 배우에게 주어지는 아시아 영화제 라이징 스타상을 일본인으로서는 세 번째로 수상했다. 또한 일본 영화 텔레비전 프로듀서 협회에서 그 해 가장 활약한 유망한 배우에게 주어지는 2015년 엘란도르상 신인상을 수상했다.
2016년 1월부터 NTV 《구루나이 나인티나인》의 인기 코너 〈음식 치킨 레이스·고치니나리마스!〉 제17부에 코너 최연소 신멤버로서 출연, 동시에 예능 프로그램에서의 첫 레귤러 출연이 되었다. 출연을 맡은 이유에 대해 “지명도를 넓히고 싶다고 생각해서...”라고 회답하고 있다. 2017년 제18부에도 계속 출연했지만, “연기에 집중해 주었으면”라는 이유로 같은 해 11월 23일 방송분을 마지막으로 졸업까지 2년간 레귤러를 맡았다. 2016년 9월 23일, NTV 계열 금요 SHOW! 특별 드라마 기획 《갓파 선생님!》으로 드라마 첫 주연을 완수한다.
2018년 방송된 NHK 대하드라마 《세고 돈》에서는 사이고 다카모리의 두 번째 아내로 사이고가 아마미 오시마에 유배 되었을 때의 섬처가 되는 아이카나를 호연, 사이고 역의 주인공 스즈키 료헤이는 ‘감성의 괴물’이라고 감탄을 표현했다.
2019년 4월기 방송된 《스트로베리 나이트 사가》(후지 TV)로 연속 드라마 첫 주연. 이듬해인 2020년도 전기 방송의 《옐》으로 NHK 연속 TV 소설 첫 출연. “이번 작품에 반드시 참여하고 싶다”라고 주인공 오디션에 임해 오디션에서 보여준 열연과 가창력에 의해 응모자 2,082명 중에서 선출되어 쿠보타 마사타카가 연기한 주인공의 작곡가 코세키 유지의 아내·카네코를 모델로 하는 여주인공 칸나이 모네 역을 연기했다. 그 해 연말에는 제71회 NHK 홍백가합전의 홍조 사회를 맡았다.

### 여배우 이외의 활동
〈JILLE〉(후타바샤), 〈POPEYE〉(매거진 하우스), 〈NYLON JYAPAN〉(카에루무) 등의 패션 잡지에 연재를 하고 있으며, 〈소설 신쵸〉(신쵸샤)에 소설 형식으로 서평의 「지금 문필 수행」을 2014년부터 집필 연재하는 등의 문필 활동도 하고 있다.
2018년 4월에는 패션 모델의 모토라 세레나를 피사체로 사진 「월간」시리즈 의 복간되는 〈월간 모토라 세레나 여름 사진 니카이도 후미〉(쇼가쿠칸)를 발표, 사진 작가로 데뷔하였다. 같은 해 6월 간행의 제2탄 〈월간 코무아이·거짓말 사진 니카이도 후미〉는 수요일의 캄파넬라의 멤버이자 친구이기도 한 코무아이를, 2021년 10월 〈주간 플레이 보이〉 창간 55주년 연호에서는 야마시타 토모히사의 표지 화보를 촬영했다.

## 인물
- 동경의 배우로 브리지트 바르도, 제나 롤런즈와 다카미네 히데코, 스티브 부세미를 꼽고 있다.[30]

- 음악은 서양 음악을 좋아하지만, 모모이로 클로버 Z의 팬으로, “아이돌을 좋아하는게 아니야, 모모크로를 좋아하는 거예요”라고 말하고 있다.[31] 아직 그룹 이름이었던, 클로버 (개명 전 이름, 멤버 6명) 시절부터 라이브를 다녀었다.[31]

- 16세 때 〈유리의 십대 (ガラスの十代)〉를 듣고 나서 히카루GENJI의 팬으로, 굿즈를 가지고 있다. 히카루GENJI의 멤버 중에서 우치우미 코지 팬이며, 침실 벽에 우치우미의 타페스트리가 걸려있다.[32]

- 2021년에는 개 두 마리, 고양이 두 마리, 족제비 한 마리, 임시 보관소에 보호된 개 두 마리의 총 일곱 마리의 동물과 함께 살고 있다.[33]

## 출연 작품
역할의 굵은 표시는 주연 작품

### 영화
| 개봉일자         | 제목                                       | 역할                   | 배급사                    | 비고          |
| ---------------- | ------------------------------------------ | ---------------------- | ------------------------- | ------------- |
| 2009년 6월 6일   | 두꺼비 기름                                | 히카리                 | 팬텀 필름                 |               |
| 2009년 6월 27일  | 너에게 노래한 러브송                       | 후코                   | 몬스터☆울트라             |               |
| 2009년 제작      | 소라소이                                   | 푸 여자                | 빈칸                      | 미공개 작품   |
| 2010년 2월 27일  | 8 밀리미터                                 | 고양이의 미코          | 소니 뮤직 엔터테인먼트    | [ 주 5 ]      |
| 2011년 4월 2일   | 극장판 신성 카맛테 짱 로큰롤은 멈추지 않아 | 나리타 미치코          | SPOTTED PRODUCTIONS       |               |
| 2011년 11월 19일 | 반지를 끼워주고 싶다                       | 에미                   | 키노 필름                 |               |
| 2012년 1월 14일  | 두더지                                     | 차자와 케이코          | 가가                      |               |
| 2012년 9월 22일  | 왕과 나                                    | 사라                   | 유나이티드 엔터테인먼트   | [ 34 ]        |
| 2012년 11월 10일 | 악의 교전                                  | 카타기리 레이카        | 도호                      |               |
| 2013년 2월 9일   | 뇌남                                       | 미도리카와 노리코      | 도호                      | [ 35 ]        |
| 2013년 9월 28일  | 지옥이 뭐가 나빠                           | 무토 미츠코 (히로인)   | 킹 레코드 / T-JOY         |               |
| 2013년 11월 9일  | 49일의 레시피                              | 이모                   | 가가                      |               |
| 2014년 1월 18일  | 호토리 노 사쿠코                           | 사쿠코                 | 와에 엔터테인먼트         |               |
| 2014년 6월 14일  | 내 남자                                    | 쿠노 하나              | 닛카쓰                    | [ 36 ] [ 37 ] |
| 2014년 6월 27일  | 갈증.                                      | 엔도 나미              | 가가                      | [ 38 ]        |
| 2014년 11월 22일 | 히비락                                     | 우타가와 사키 (히로인) | 쇼치쿠                    |               |
| 2015년 2월 14일  | 미소노 유니버스                            | 사토 카스미            | 가가                      |               |
| 2015년 4월 4일   | 지누여 안녕 ~카무로바 마을로~              | 아오바                 | 키노 필름                 |               |
| 2015년 8월 8일   | 이 나라의 하늘                             | 타구치 리코            | 팬텀 필름 / KATSU-do      |               |
| 2016년 4월 1일   | 금붕어, 여자                               | 아카코                 | 팬텀 필름                 |               |
| 2016년 5월 28일  | 늑대 소녀와 흑왕자                         | 시노하라 에리카        | 워너 브라더스 영화        |               |
| 2016년 6월 25일  | 불쾌한 과거                                | 카코                   | 도쿄 테아토르             |               |
| 2016년 10월 1일  | SCOOP!                                     | 나메카와 노비 (히로인) | 도호                      |               |
| 2016년 10월 15일 | 누구                                       | 코바야카와 리카        | 도호                      |               |
| 2018년 2월 16일  | 리버스 엣지                                | 하루나                 | 키노 필름 / 키노시타 그룹 |               |
| 2018년 4월 20일  | 이누야시키 : 히어로 vs 빌런                | 와타나베 시온          | 도호                      |               |
| 2019년 2월 22일  | 날아라 사이타마                            | 단노우라 모모미        | 도에이                    | [ 39 ]        |
| 2019년 9월 13일  | 인간실격 다자이 오사무와 세 명의 여자들    | 야마자키 토미에        | 쇼치쿠 / 아스믹 에이스    | [ 40 ]        |
| 2019년 11월 8일  | 생리 짱                                    | 요시다 아오코          | 요시모토 흥업             | [ 41 ]        |
| 2020년 8월 21일  | 실: 인연의 시작                            | 야마다 토시코          | 도호                      | 우정 출연     |
| 2020년 11월 20일 | 데즈카 오사무의 바르보라                   | 바르보라               | 이온 엔터테인먼트         | [ 44 ] [ 45 ] |

### 텔레비전 드라마
| 방송일자                    | 제목                                                            | 역할                     | 방송사                   | 비고        |
| --------------------------- | --------------------------------------------------------------- | ------------------------ | ------------------------ | ----------- |
| 2007년 7월 14일             | 수험의 신 제1화                                                 | 시작 부분 여학생         | NTV                      | 데뷔작      |
| 2009년 3월 20일             | 나의 단단 〈미카의 기도〉                                       | 미카                     | NHK 마쓰에 방송국        | 지역 방송   |
| 2010년 7월 30일 ~ 9월 17일  | 아타미의 수사관                                                 | 아마리 레미              | TV 아사히                |             |
| 2011년 2월 10일             | 트라이 에이지 ~3 세대 도전~ 두번째 밤 김전일 가족 삼대의 이야기 | 치사토 유키에            | NHK 디지털 위성 하이비전 |             |
| 2011년 7월 17일 ~ 9월 18일  | 템페스트                                                        | 시도                     | NHK BS 프리미엄          |             |
| 2012년 4월 21일 ~ 6월 30일  | 미래일기-ANOTHER:WORLD-                                         | 후와 메구미              | 후지 TV                  |             |
| 2012년 9월 16일 ~ 12월 23일 | 대하드라마 〈다이라노 키요모리〉 제36화 ~ 최종화                | 타이라노 토쿠코          | NHK                      |             |
| 2013년 7월 3일 ~ 9월 11일   | Woman                                                           | 우에스기 시오리          | NTV                      |             |
| 2014년 7월 27일 ~ 8월 24일  | 히가시노 게이고 〈변신〉                                        | 하무라 메구미 (히로인)   | WOWOW                    |             |
| 2014년 8월 3일 ~ 12월 21일  | 대하드라마 〈군사 칸베에〉 제31화 ~ 최종화                      | 요도 (자차)              | NHK                      |             |
| 2014년 8월 25일             | 먼 약속 ~별이 된 아이들~                                        | 미즈노 유키코 (히로인)   | TBS                      | [ 46 ]      |
| 2015년 1월 15일 ~ 3월 19일  | 문제 있는 레스토랑                                              | 닛타 유미                | 후지 TV                  |             |
| 2016년 7월 17일 ~ 9월 11일  | 그리고, 아무도 없었다                                           | 쿠라모토 사나에 (히로인) | NTV                      |             |
| 2016년 9월 23일             | 금요 SHOW! 특별 드라마 기획 〈갓파 선생님!〉                    | 무라모토 아이코          | NTV                      | [ 19 ]      |
| 2016년 12월 22일            | 도쿄·미드 나잇 런                                               | 나오                     | 후지 TV                  |             |
| 2017년 1월 8일              | 행복의 기억                                                     | 츠시마 후유카            | MBS·TBS                  |             |
| 2017년 1월 25일 ~ 3월 28일  | 스무스무                                                        | 니카이도 후미 (히로인)   | NTV                      |             |
| 2017년 3월 6일 ~ 9일        | 만약 드라마 〈간코짱 대학생〉                                   | 간코짱                   | NHK                      |             |
| 2017년 4월 23일 ~ 6월 25일  | 프랑켄슈타인의 사랑                                             | 츠가루 츠기미 (히로인)   | NTV                      |             |
| 2017년 11월 30일            | 형사 왜곡 제8화                                                 | 이시자키 하루나          | 후지 TV                  |             |
| 2018년 1월 7일 ~ 12월 16일  | 대하드라마 〈세고 돈〉                                          | 아이카나                 | NHK                      | [ 47 ]      |
| 2018년 4월 8일              | 일요일 프라임 〈탐정 소설〉                                     | 아라이 나오미            | TV 아사히                |             |
| 2018년 7월 15일 ~ 9월 16일  | 이 세상의 한구석에                                              | 시라키 인                | TBS                      |             |
| 2019년 4월 11일 ~ 6월 20일  | 스트로베리 나이트 사가                                          | 히메카와 레이코          | 후지 TV                  | [ 22 ]      |
| 2019년 12월 6일             | 시효 경찰 시작했습니다 최종화                                   | 아사카 스즈네            | TV 아사히                | 특별 출연   |
| 2020년 3월 30일 ~ 11월 27일 | 연속 TV 소설 〈옐〉                                             | 칸나이 모네 (히로인)     | NHK                      | [ 49 ]      |
| 2021년 7월 13일 ~ 9월 14일  | 프로미스 신데렐라                                               | 카츠라기 사우메          | TBS                      | [ 50 ]      |
| 2022년 <방송 예정>          | Shōgun                                                          | 오치바                   | FXP                      | 미국 드라마 |
| 2024년 1월 23일 ~ 3월 26일  | 아이 러브 유                                                    | 모토미야 유리            | TBS                      |             |

### 무대
| 공연일자                   | 제목                                  | 역할                     | 공연장소                                               | 비고                      |
| -------------------------- | ------------------------------------- | ------------------------ | ------------------------------------------------------ | ------------------------- |
| 2013년 3월 8일 ~ 4월 14일  | M&Oplays 〈팔견전〉                   | 하마지                   | 극장 코쿤 / 극장 드라마 시티 / 가리야시 종합 문화 센터 | 연출: 카와라 마사히코     |
| 2013년 5월 29일 ~ 6월 23일 | M&Oplays 〈부도덕한 교실〉            | 스사 아카네              | KAAT 가나가와 예술 극장 / 극장 트램                    | 연출: 이와마츠 료         |
| 2015년 5월 29일 ~ 7월 5일  | 어른 계획 〈불륜 탐정~최후의 실수~〉  | 호테토루 조 캔디         | 혼다 극장 / 산케이 홀 브리제                           | 연출: 마츠오 스즈키       |
| 2017년 8월 5일 ~ 9월 18일  | M&Oplays 〈카마츠카 씨, 배에 거두다〉 | 와타코지 치타루 (히로인) | 혼다 극장 外                                           | 작·연출 : 구라모치 유타카 |

### 극장판·TV 애니메이션
| 개봉/방송일자          | 제목          | 역할            | 배급사/방송사                                            | 비고                                 |
| ---------------------- | ------------- | --------------- | -------------------------------------------------------- | ------------------------------------ |
| 2020년 9월 25일        | 아담스 패밀리 | 웬즈데이 아담스 | 유나이티드 아티스츠 유니버설 스튜디오 파르코 (일본 배급) | 미국 장편 애니메이션 / 일본어판 더빙 |
| 2021년 8월 11일 ~ 13일 | 아오와 키이   | 키이            | NHK E 텔레                                               | TV 애니메이션                        |

### WEB·전달 드라마
- 우주한 키테레츠 수업이라면 코코! 딸기 세미나 (2009년 6월 15일 ~ 7월 6일, au LISMO Channel) - 후조시 후 역[54]
- 시세이도 마끼아쥬 장편 스페셜 필름 〈Snow Beauty〉
  - Snow Beauty (2015년 7월 21일) - 겨울 여자 역
  - 스노우 뷰티 2016 〈거꾸로 내리는 눈〉 (2016년 7월 7일) - 유키 역[55]
- 소테츠 도심 직통 기념 영화 〈100 YEARS TRAIN〉 (2019년 11월 28일, 사가미 철도)[56]
- 단편 영화 〈지금이라면 말할 생각이 든다〉 (2020년 4월 24일, YouTube 채널 〈ROBOT CONTENT LAB〉) - 하나에 역 ※유키사다 이사오 감독 연출[57]

## 그 외 출연

### 다큐멘터리
- 호기심 많은 조지 탄생 비화 ~1735 킬로미터의 대모험~ (2017년 8월 12일, NHK BS 프리미엄) - 프로그램 네비게이터[58]
- 니카이도 후미의 지구 사랑! in 브루나이 (2020년 1월 1일, BS닛폰)
- 후미와 카스미의 휴일 (2021년 7월 4일, BS 후지) - 아리무라 카스미와 함께 출연[59]

### 버라이어티
- 타모리 클럽 (2013년 8월 16일 - 23일, TV 아사히) - 소라미미 어워드 2013 심사위원[60]
- 구루나이 나인티나인 (NTV)[15]
  - 음식 치킨 레이스·고치니나리마스! 17 (2016년 1월 2일 ~ 12월 22일) - 레귤러[주 21]
  - 음식 치킨 레이스·고치니나리마스! 18 (2017년 1월 2일 ~ 12월 21일) - 레귤러[17][61]
- 샤킨! (2019년 4월 1일 ~ , NHK E 텔레) - 〈미래에서 온 선생님〉 레귤러[62]
- 승마 Labo (2019년 4월 7일 ~ , 후지 TV) - 레귤러[63]

### 음악 방송
- NHK 홍백가합전 (NHK 종합)
  - 제71회 홍조 사회 2020년 12월 31일)[26]

### PV
- 미츠오카 마사미 〈Hana〉 (2007년 11월 28일)
- ASIAN KUNG-FU GENERATION 〈새로운 세기의 러브송 (新世紀のラブソング)〉 (2009년 12월 2일)
- 와스레란네에요 〈잊을 수 없다고 (忘れらんねえよ)〉 (2012년 3월 7일)
- 지큐산쿄다이 〈부르러 온거야 (呼びにきたよ)〉 (2012년 11월 28일)
- 유즈 〈지켜주고 싶은 (守ってあげたい)〉 (2013년 11월 13일) - 후유 역[64]

### 광고(CM)
- 세키스이 하우스 단독 주택 상품 〈Be ECORD〉 (2007년 9월)
- 코이케야 〈포테이토 칩스〉 (2009년 ~ 2010년) - 니카 역 ※아베 사다오, 나카지마 토모코, 모리시타 요시유키, 마츠카네 요네코, 니시다 토시유키와 공동 출연
- 다이이치 생명 (2010년 2월)
- DeNA 모바게 타운 〈좋은 어른의, 모바게〉 (2011년 2월) - 미카코 역
- 월간 코믹 제논 단편 드라마 CM 시리즈 〈마음은 기억하고 있어〉편 (2011년 3월) - 오빠를 잃은 소녀 역[주 22]
- 에코리카 (2011년 10월) - 수수께끼의 사장 비서 역
- 도쿄 가스 〈바닥 난방〉 (2012년 9월)[65]
- 롯데 〈샤롯데 아이〉 (2012년 10월)
- 카고메 〈야채 생활 100〉 (2012년 11월)
- NTT 동일본 후렛츠 히카리 〈몬스터즈 쉐어 하우스〉 (2013년 6월) - 관리인의 손녀 역 ※츠츠미 신이치, 나가야마 에이타, 카미키 류노스케와 공동 출연[66]
- 소니 뮤직 엔터테인먼트 지큐산쿄다이 싱글 CM (2012년 11월)
- 록킹온 〈rockin'star〉 (2013년 8월)
- 일본 스포츠 진흥 센터 〈BIG 최고 10억 엔 추첨〉 (2015년 1월)
- 산토리 맥주 〈호로요이〉 (2015년 2월)
- 네오 퍼스트 생명 보험 (2015년)
- 시세이도
  - 마끼아쥬 (2016년)
  - 마죠리카 마죠르카 (2018년 ~ 2019년)
- Google 재팬 〈안드로이드〉 (2016년 2월)[67]
- 유니클로 (2016년 9월)
- 네오 퍼스트 생명 (2015년 9월 ~ 2016년)
- 모리나가 유업 〈농밀 그리스 요구르트 파루테노〉 (2017년 3월 ~ 2019년)
- 산토리 음료 〈데카 비타 C〉 (2017년 ~ 2018년)
  - 산토리 x 닌텐도 〈마리오 스포츠 슈퍼 스타즈〉 콜라보 (2017년) - 피치 공주 역 ※이쿠타 토마, 이케마츠 소스케, 테라다 코코로와 공동 출연[68]
  - 산토리 × 캡콤 〈몬스터 헌터 : 월드〉 콜라보 (2018년 2월)[69]
- Honda FIT (2017년 6월)
- 토요스이산 〈마루짱 세이멘 컵〉 (2019년 4월 ~ )
- J.Score (2019년 7월)
- 인디드 〈indeed〉 (2019년 6월)
- 도요타 자동차 〈KINTO〉 (2020년 4월 ~ ) - 스다 마사키, 야모토 유마와 공동 출연
- 기린 맥주 〈기린 이치방 시보리〉 (2020년 5월) - 츠츠미 신이치와 공동 출연[70]
- 크라시에 홀딩스 〈FRISK neo〉 (2021년 3월)
- 카오 〈비오레 UV 아쿠아 리치〉 (2021년 3월)
- 삿포로 홀딩스 〈삿포로 GOLD STAR〉 (2022년 1월 ~ )
- 세일즈포스닷컴 〈Customer 360〉 (2022년 1월 ~ )

### 모델·이미지 캐릭터
- 도큐 전철 (2007년)
- 데이비드 보위 대 회고전 〈DAVID BOWIE is〉 (2017년) - 공식 서포터[71]

## 음악
참가 작품
- 오자와 켄지 〈아르페지오 (분명 마법의 터널 앞)  (アルペジオ (きっと魔法のトンネルの先))〉 (2018년 2월 14일) - 목소리 출연[72]

## 서적

### 사진집
- 포토 북 〈진급할 수 있을까.〉 (2012년 1월 20일, 코단샤)
- near, far 니카이도 후미 사진 (2015년 12월 11일, 스페이스 샤워 네트워크)[73]
- 니카이도 후미 in 〈옐〉 PHOTO BOOK (2020년 3월 30일, 도쿄 뉴스 통신사)[74][75] ISBN 978-4-86701-073-0)

### 사진가로서 (촬영)
- 월간 모토라 세레나·여름 (2018년 4월, 쇼가쿠칸)
- 월간 코무아이·거짓말 사진 니카이도 후미 (2018년 6월 22일, 쇼가쿠칸)
- 월간 후지이 슈카·비약 (2019년 9월 27일, 쇼가쿠칸)
- 나가사와 마리나 사진 굿바이 로리타 (2019년 11월 15일, 쇼가쿠칸)

### 잡지 연재
- 니콜라 (신쵸샤) - 전속 모델
- JILLE (2012년 6월호 ~ 2014년 3월호, 후타바샤)
- 지금 문필 수행 중 (〈소설 신초〉 2014년 10월호 ~ 부정기 게재, 신쵸샤)

### 무료 신문
- 오키나와 미소녀 도감
- 별책 미소녀 도감

## 수상 경력
| 연도   | 시상식                                | 부문                                   | 작품                                       | 출처   |
| ------ | ------------------------------------- | -------------------------------------- | ------------------------------------------ | ------ |
| 2011년 | 제26회 타카사키 영화제                | 최우수 여우조연상                      | 극장판 신성 카맛테 짱 로큰롤은 멈추지 않아 |        |
| 2011년 | 제3회 TAMA 영화상                     | 최우수 신진 여자배우상                 | 극장판 신성 카맛테 짱 로큰롤은 멈추지 않아 |        |
| 2011년 | 제16회 일본 인터넷 영화 대상          | 뉴 페이스 브레이크상                   | 극장판 신성 카맛테 짱 로큰롤은 멈추지 않아 |        |
| 2012년 | 제68회 베네치아 국제 영화제           | 마르첼로 마스트로야니상 <신인상>       | 두더지                                     |        |
| 2012년 | 제36회 일본 아카데미상                | 신인 배우상                            | 두더지, 악의 교전                          |        |
| 2012년 | 제17회 일본 인터넷 영화 대상          | 여우주연상                             | 두더지, 악의 교전                          |        |
| 2013년 | 제35회 요코하마 영화제                | 최우수 여우조연상                      | 지옥이 뭐가 나빠, 49일의 레시피, 뇌 남자   | [ 76 ] |
| 2013년 | 제56회 블루 리본상                    | 최우수 여우조연상                      | 지옥이 뭐가 나빠, 49일의 레시피, 뇌 남자   | [ 77 ] |
| 2013년 | 제23회 도쿄 스포츠 영화 대상          | 여우조연상                             | 지옥이 뭐가 나빠, 49일의 레시피            |        |
| 2014년 | 제38회 일본 아카데미상                | 우수 여우주연상                        | 내 남자                                    | [ 78 ] |
| 2014년 | 제6회 TAMA 영화상                     | 최우수 여우조연상                      | 내 남자                                    |        |
| 2014년 | 제13회 뉴욕 아시아 영화제             | 스크린 인터내셔널 라이징 스타 아시아상 | 빈칸                                       |        |
| 2014년 | 제39회 엘란도르상                     | 신인상                                 | 빈칸                                       | [ 79 ] |
| 2019년 | 제43회 일본 아카데미상                | 우수 여우주연상                        | 날아라 사이타마                            | [ 80 ] |
| 2019년 | 제43회 일본 아카데미상                | 우수 여우조연상                        | 인간실격 다자이 오사무와 세 명의 여자들    | [ 80 ] |
| 2020년 | 제106회 더 텔레비젼 드라마 아카데미상 | 여우조연상                             | 옐                                         | [ 81 ] |
| 2020년 | 제29회 하시다상                       | 하시다상                               | 빈칸                                       | [ 82 ] |
| 2020년 | 제24회 닛칸 스포츠 드라마 그랑프리    | 여우조연상                             | 옐                                         | [ 83 ] |

### 내용주
1. ↑  이리에 유 감독으로부터 「2010년에 본 영화 중 가장 인상에 남아있는 작품」을 답해달라 했을 때 『얼지마, 죽지마, 부활할거야!』를 꼽은 것으로부터 주연으로 기용되었다.[7]
2. ↑  전 레귤러는 제10부 ~ 제16부까지 출연했던 에스미 마키코.
3. ↑  개봉일 기준은 일본에서의 개봉일이다.
4. ↑  주식회사 나이스 레인보우 자체 제작.
5. ↑  2010년 2월 27일 ~ 3월 19일, 신주쿠 발트 9/우메다 부르크 7 상영.
6. ↑  제68회 베네치아 국제 영화제 경쟁부문에 정식 출품
7. ↑  소메타니 쇼타와 공동 주연
8. ↑  아사노 타다노부와 공동 주연
9. ↑  야마자키 켄토와 공동 주연
10. ↑  코이즈미 쿄코와 공동 주연
11. ↑  제68회 베를린 국제 영화제 파노라마부문에 정식 출품
12. ↑  GACKT와 공동 주연
13. ↑  2020년 4월 24일 공개 예정이었지만, 코로나19 범유행의 여파로 인하여 연기되었다.[42]
14. ↑  이나가키 고로와 공동 주연
15. ↑  사이토 타쿠미와 공동 주연
16. ↑  카메나시 카즈야와 공동 주연
17. ↑  M&Oplays프로듀스 팔견전
18. ↑  오오모리 나오와 공동 주연
19. ↑  M&Oplays프로듀스 부도덕한 교실 보관됨 2017-01-15 - 웨이백 머신
20. ↑  개봉·방송일자 기준은 일본에서의 공개일이다.
21. ↑  11월 23일 (제20주)에서 졸업을 발표하고 쿠비레스에서 하차했다. 그러나 11월 30일 (제21주) 이후도 고치바토루에 참가하고 12월 21일 (최종전)에만 쿠비레스에 영향을 주지 않도록 보조 역을 맡았다.
22. ↑  〈엔젤 하트〉의 설정이 깔려있다. 공식 사이트 보관됨 2011-10-07 - 웨이백 머신, 공식YouTube채널에서 공개.

### 참조주
1. ↑  “모델 파일”. 《무료 신문 [오키나와 미소녀 도감]》. 오키나와 텍스팜. 2015년 9월 23일에 원본 문서에서 보존된 문서. 2015년 6월 17일에 확인함.
2. 1 2 3  “포스트 미야자키 아오이! 모델에서 배우로! 대형 신인이 스크린 데뷔”. 시네마투데이. 2009년 5월 23일. 2011년 9월 13일에 확인함.
3. ↑  “니카이도 후미 - 인터뷰”. 《Deview-데뷔》. 오리콘. 2011년 4월 15일. 2014년 2월 23일에 확인함.
4. ↑  “『두더지』니카이도 후미 「여배우로서 대변화」와 평론가 극찬”. 《NEWS포스트세븐》. 쇼가쿠칸. 2012년 1월 22일. 2014년 2월 22일에 확인함.
5. 1 2  “니카이도 후미 게이오 대학 합격...고3 수험 포기 재수로”. 《닛칸스포츠》. 2014년 2월 22일.
6. ↑  “【니카이도 후미】19세 “실력파 여배우”는 생각나면 즉시 행동! 영화 「호토리 노 사쿠코」 주연”. 《zakzak》. 산케이 디지털. 2014년 1월 17일. 2014년 3월 10일에 확인함.
7. ↑  “니카이도 후미 영화 첫 주연...「로큰롤은 멈추지 않아」”. 《스포츠호치》. 2011년 2월 17일. 2011년 8월 9일에 원본 문서에서 보존된 문서. 2011년 9월 13일에 확인함.
8. ↑  “베니스 영화제에서 소메타니 쇼타 & 니카이도 후미가 일본인 최초의 신인상 더블 수상”. 《오리콘 스타일》. 오리콘. 2011년 9월 11일. 2014년 2월 22일에 확인함.
9. ↑  “【다이라노 키요모리】치바 유다이·니카이도 후미·츠지모토 유우키, 주목의 젊은이가 잇달아 대하드라마 첫 출연”. 《ORICON NEWS》 (oricon ME). 2012년 8월 26일. 2019년 6월 4일에 확인함.
10. ↑  미부 토모히로 (2012년 9월 15일). “「다이라노 키요모리」에서 비극의 공주 역! 현역 여고생·니카이도 후미, 자세를 말한다!”. 《시네마투데이》. 2019년 6월 4일에 확인함.
11. ↑  “『팔견전』이 개막. 아베 사다오가 엄청난 영웅!”. 《피아》. 2013년 3월 11일. 2015년 6월 12일에 확인함.
12. ↑  “「옐」 니카이도 후미 (26) 게이오 7년 졸업이...”. 《주간 문춘WEB》 (일본어). 주간 문춘 편집부. 2020년 10월 22일호. 2020년 10월 21일에 원본 문서에서 보존된 문서. 2020년 10월 16일에 확인함.
13. ↑  이치카와 하루카 (2014년 6월 2일). “『뇌남』니카이도 후미, 뉴욕 아시아  영화제에서 라이징 스타상 수상!”. 시네마투데이. 2014년 6월 29일에 확인함.
14. ↑  “2015년 엘란도르상 수상 작품·수상자”. 일본 영화 텔레비전 프로듀서 협회. 2015년 1월 21일. 2015년 3월 11일에 원본 문서에서 보존된 문서. 2015년 3월 22일에 확인함.
15. 1 2  “『구루나이』고치, 새로운 멤버는 니카이도 후미 「지명도를 넓히고 싶어」”. 《ORICON STYLE》 (오리콘). 2016년 1월 2일. 2016년 1월 21일에 확인함.
16. ↑  “구루 나이·고치 신임에는 니카이도 후미 사상 최연소 & 버라이어티 첫 레귤러”. 《Sponichi Annex》 (스포니치 신문사). 2016년 1월 2일. 2016년 1월 21일에 확인함.
17. 1 2  “『구루나이』고치, 해고는 야나기바 토시로 “오미야다이”에서 니카이도 후미와 명암”. 《ORICON NEWS》 (oricon ME). 2016년 12월 22일. 2017년 11월 24일에 확인함.
18. ↑  “니카이도 후미 눈물 「고치」 졸업 발표 「연기로 집중해 주셨으면」”. 《ORICON NEWS》 (oricon ME). 2017년 11월 23일. 2018년 8월 18일에 확인함.
19. 1 2  “니카이도 후미, 교사 역으로 드라마 첫 주연 「계속해보고 싶은 생각이 있었다」”. 《ORICON STYLE》. 2016년 9월 7일. 2016년 9월 7일에 확인함.
20. ↑  “스즈키 료헤이, 니카이도 후미는 「감성의 괴물」 연기를 극찬”. 《크랭크인!》 (할리우드 채널). 2018년 5월 19일. 2018년 8월 18일에 확인함.
21. 1 2  이마이치 신노스케 (2018년 6월 3일). “니카이도 후미 「감성의 괴물」이라는 젊은 재능”. 《AERA dot.》 (아사히 신문 출판). 2018년 8월 18일에 확인함.
22. 1 2  “니카이도 후미 & 카메나시 카즈야, 형사 콤비로 W 주연! 목10 「스트로베리 나이트-」로 첫 공동 출연”. 《SANSPO.COM》 (산케이디지털). 2019년 2월 10일. 2019년 2월 10일에 확인함.
23. 1 2  “니카이도 후미 제작 총괄도 운 오디션에서 열연 가창력 극찬 「뭉클했다」”. 《Sponichi Annex》 (스포니치 신문사). 2019년 6월 3일. 2019년 6월 3일에 확인함.
24. ↑  “히로인 결정, 니카이도 후미 씨! 2020년도 전기 연속 TV 소설 「옐」”. 《드라마 토픽》. 일본방송협회. 2019년 6월 3일. 2019년 6월 3일에 원본 문서에서 보존된 문서. 2019년 6월 3일에 확인함.
25. ↑  “옐 : 내년 봄 아침 드라마 히로인에 니카이도 후미 쿠보타 마사타카의 상대역 오디션에 뺏기고”. 《MANTANWEB》 (MANTAN). 2019년 6월 3일. 2019년 6월 3일에 확인함.
26. 1 2  “홍백가합전, 백팀 사회는 오오이즈미 요, 홍조는 니카이 후미 중임 종합 사회는 우치무라 테루요시”. 《데일리 스포츠 online》 (주식회사 데일리스포츠). 2020년 11월 2일. 2020년 11월 2일에 확인함.
27. ↑  “니카이도 후미 : 사진 작가 데뷔 첫 사진집 4월 발매”. 《MANTANWEB(만탄웹)》 (MANTAN). 2018년 3월 31일. 2018년 8월 18일에 확인함.
28. 1 2  “니카이도 후미, 사진 작가 데뷔한 이유를 말하는「 “이상의 사진집”을 찾아서」”. 《ORICON NEWS》. 2018년 6월 24일. 2018년 6월 26일에 확인함.
29. ↑  “야마시타 토모히사, 남성 탤런트 최초의 「주간 플레이 보이」표지 & 그라비아 니카이도 후미가 육체미와 섹시 촬영”. 《ORICON NEWS》. 2021년 10월 2일. 2021년 10월 5일에 확인함.
30. ↑  “니카이도 후미 혼모노 “악화여자””. 여자SPA!. 2017년 5월 4일에 확인함.
31. 1 2  “니카이도 후미 갑자기 “모노노후” 고백......아이돌을 좋아하는게 아냐, 모모크로를 좋아하는 거예요」”. RBB TODAY. 2017년 5월 4일에 확인함.
32. ↑  “니카이도 후미 히카루 GENJI·우치우미 사랑을 격백 「나를 아시나요? 신이?」 / 데일리 스포츠 online”. 《데일리스포츠online》 (일본어). 2019년 9월 16일에 확인함.
33. ↑  니카이도 후미 동물 애호가의 모습 일곱 마리와 동거 보호 개를 돌봐도 「신뢰 관계를 쌓아가는 것도 굉장히 재미」
34. ↑  영화.com (2011년 12월 20일). “인기 만화 「왕과 나」영화화 스다 마사키가 주연 데뷔”. 2014년 5월 25일에 확인함.
35. ↑  “세계에서 인정받은 신진 여배우가 강렬한 폭탄 마에! 혼신의 역할 연구에서 다크 매력 듬뿍”. 《MovieWalker》. 2013년 2월 10일. 2013년 4월 2일에 확인함.
36. ↑  “아사노 타다노부 & 니카이도 후미, 나오키상 「내 남자」 영화화에 출연! 원작자도 납득의 캐스팅!”. 《시네마투데이》. 2013년 4월 2일. 2013년 4월 2일에 확인함.
37. ↑  “아사노 타다노부 & 니카이도 후미, 쿠마키리 감독 「내 남자」에 주연! 후지 타츠야는 중심인물 역”. 《영화.com》. 2013년 4월 2일. 2013년 4월 2일에 확인함.
38. ↑  “나카시마 테츠야 감독 「고백」 이후 3년만 신작 「갈증.」 제작 결정 야쿠쇼 코지, 하시모토 아이, 나카타니 미키 등 출연”. 《오리콘 스타일》. 2013년 8월 7일. 2013년 8월 24일에 확인함.
39. ↑  “니카이도 후미 처음의 부치 & GACKT가 고등학생 역! 「날아라 사이타마」에 더블 주연”. 《영화.com》 (주식회사 영화닷컴). 2018년 4월 9일. 2018년 4월 9일에 확인함.
40. ↑  “「인간실격」에 미야자와 리에, 사와지리 에리카, 니카이도 후미가 오구리 슌을 사랑하는 여자 역”. 《영화나탈리》 (나타샤). 2019년 1월 22일. 2019년 8월 2일에 확인함.
41. ↑  카이에다 타카시 (2019년 7월 8일). “니카이도 후미 「생리 짱」 11월 8일 개봉 결정!”. 《시네마투데이》. 2019년 7월 8일에 확인함.
42. ↑  “「명탐정 코난」 「실」 「컨피던스 맨 JP」 등 도호 배급 작품이 공개 연기에”. 《cinemacafe.net》 (아이드). 2020년 4월 3일. 2020년 4월 9일에 확인함.
43. ↑  “스다 마사키 & 코마츠 나나 W 주연의 영화 「실」에 출연 경험자 13명 출연 에이쿠라 나나, 사이토 타쿠미와 사각 관계에”. 《ORICON NEWS》 (oricon ME). 2019년 8월 16일. 2019년 8월 16일에 확인함.
44. ↑  “데즈카 오사무의 문제작 「바르보라」 실사 영화화 주연 이나가키 고로, 히로인 역에 니카이도 후미”. 《영화.com》. 2018년 11월 21일. 2018년 11월 21일에 확인함.
45. ↑  “이나가키 고로 「뭐야 이 여배우 와우」 니카이도 후미 여신”. 닛칸스포츠. 2020년 11월 21일. 2020년 11월 23일에 확인함.
46. ↑  “니카이도 후미, 숏컷으로 여주인공 마츠야마 켄이치와 “생명”을 호소”. 《모델프레스》. 2014년 7월 20일. 2014년 7월 21일에 확인함.
47. ↑  “대하『세고돈』신 캐스트 발표 니시키도 료,  마타요시 나오키 등이 첫 출연”. 《ORICON NEWS》. 주식회사oricon ME. 2017년 10월 3일. 2017년 10월 3일에 확인함.
48. ↑  “니카이도 후미, 소메타니 쇼타, 마츠시게 유타카 「아타미의 수사」관 캐스팅 「시효」 마지막 이야기 집합”. 《영화나탈리》 (나타샤). 2019년 11월 29일. 2019년 12월 8일에 확인함.
49. ↑  “히로인 결정, 니카이도 후미 씨! 2020년도 전기 연속 TV 소설 「옐」”. NHK. 2019년 6월 3일. 2020년 10월 30일에 원본 문서에서 보존된 문서. 2019년 6월 3일에 확인함.
50. ↑  “「프로미스 신데렐라」TV 드라마화! 니카이도 후미가 벼랑에 떨어진 이혼 경험이 있는 여자에”. 《코믹나탈리》. 나타샤. 2021년 5월 9일. 2021년 5월 10일에 확인함.
51. ↑  “산겐자야에서 무대 「부도덕한 교실」- 오오모리 나오 씨, 니카이도 후미 씨 출연”. 《시모키타자와 경제 신문》. 2013년 3월 28일. 2013년 4월 2일에 확인함.
52. ↑  “애니메이션 영화 「아담스 패밀리」 일본어 더빙 성우 2탄 여배우·니카이도 후미 씨가 출연 결정! 공식 코멘트도 도착”. 《애니메이션 타임스》. 2020년 7월 20일에 확인함.
53. ↑  “NHK의 어린이 SDGs 프로그램에서 애니메이션 「아오와 키이」 방송, 카미키 류노스케 & 니카이도 후미가 성우에”. 《코믹나탈리》. 2021년 8월 7일. 2021년 8월 8일에 확인함.
54. ↑  “니카이도 후미 & 호시노 겐 시세이도 스페셜 영화에 함께 출연! 「아주 농밀한 현장」”. 시네마 카페. 2015년 7월 22일. 2019년 11월 30일에 확인함.
55. ↑  “니카이도 후미 × 쿠보타 마사타카의 사랑 그리는 단편 영상이 웹 공개, 주제가는 사이토 카즈요시”. CINRA.NET. 2016년 7월 7일. 2019년 11월 30일에 확인함.
56. ↑  “니카이도 후미 × 소메타니 쇼타의 100년 사랑 그리는 소테츠 도심 직통 기념 동영상 공개”. CINRA.NET. 2019년 11월 28일. 2019년 11월 30일에 확인함.
57. ↑  “나카이 키이치 × 니카이도 후미 × 아이나 디 엔드 공연 원격 영화가 전달! 유키사다 이사오 감독의 흔들리지 않는 제작 의욕”. 《영화.com》. 2020년 5월 17일. 2020년 6월 4일에 확인함.
58. ↑  “호기심 많은 조지 탄생 비화 ~1735 킬로미터의 대모험~ (NHK)”. NHK. 2017년 8월 12일에 원본 문서에서 보존된 문서. 2017년 8월 12일에 확인함.
59. ↑  “후미와 카스미의 휴일”. BS 후지. 2021년 6월 29일에 확인함.
60. ↑  “「소라미미 어워드」 렉시, 키쿠치 나루요시, NIGO, 마티가”. 《주식회사나타샤》. 2013년 8월 9일. 2013년 8월 18일에 확인함.
61. ↑  “니카이도 후미, 여배우 집중에서 「구루나이 고치」 졸업을 눈물로 보고 내년 대하 출연”. 《스포츠호치》 (호치신문사). 2017년 11월 23일. 2017년 11월 26일에 원본 문서에서 보존된 문서. 2017년 11월 24일에 확인함.
62. ↑  “니카이도 후미 NHK E 텔레 「샤킨」 드라마【미래에서 온 선생님 】”. 《Sony Music Artists》. 2019년 4월 1일. 2019년 8월 7일에 확인함.
63. ↑  “니카이도 후미, 후지 TV 「승마 라보」”. 《Sony Music Artists》. 2019년 4월 2일. 2019년 5월 25일에 확인함.
64. ↑  “유즈, 신곡 MV 2곡 동시 공개 니카이도 후미, 니나가와 미카 등 참여”. 《오리콘 스타일》. 2013년 11월 3일. 2013년 12월 9일에 확인함.
65. ↑  “최근 TV 광고를 9월 29일(토)부터 방영 개시”. 도쿄 가스. 2012년 9월 28일. 2018년 2월 23일에 확인함.
66. ↑  “츠츠미 신이치·에이타·카미키가 괴물! 코믹 괴물 역에서 CM 첫 출연”. 《오리콘 스타일》. 2013년 6월 21일. 2013년 6월 23일에 확인함.
67. ↑  “원하는 것을 옆에 있다. Android는 당신의 새로운 생활을 응원합니다.”. 《Google Japan Blog》. Google. 2016년 2월 24일. 2018년 2월 23일에 확인함.
68. ↑  “마리오를 실사화 이쿠타 토마 & 이케마츠 소스케 & 니카이도 후미 & 테라다 코코로 신 CM”. CINRA.NET. 2017년 4월 8일. 2018년 2월 15일에 확인함.
69. ↑  “「몬스터 헌터」시리즈와 모두의 에너지 「데카 비타 C」에 따르면 고급 협업 이 실현!”. CAPCOM : 몬스터 헌터 시리즈 공식 사이트. 2018년 2월 15일. 2018년 2월 16일에 원본 문서에서 보존된 문서. 2018년 2월 15일에 확인함.
70. ↑  “츠츠미 신이치, 니카이도 후미 기린 이치방 시보리 CM 알다편. 「아, 이거 아냐 맛있는」 CM곡 : 차이로노 코빈 (개사) / 니카이도 후미 CM bb-navi”. 《www.bb-navi.com》 (일본어). 2020년 6월 21일에 확인함.
71. ↑  “니카이도 후미, D 보위 전 공식 서포터 취임 「시대를 넘어 만날」”. 《ORICON STYLE》. 2016년 11월 8일. 2016년 11월 8일에 확인함.
72. ↑  “오자와 켄지가 노래하는 「리버스 엣지」주제가 싱글은 발렌타인데이에”. 《음악 나탈리》 (주식회사 나타샤). 2017년 12월 23일. 2019년 11월 15일에 확인함.
73. ↑  “니카이도 후미가 스스로 디렉션 화보 촬영 차드 무어 & 다이문에 오자와 켄지”. 영화나탈리. 2015년 11월 29일. 2015년 11월 30일에 확인함.
74. ↑  “「“수다스러운 얼굴”의 내가 즐길 수 있는 책입니다」25세, 연속 TV 소설 히로인을 연기한 니카이도 후미의 등신대의 모습을 담은 PHOTO BOOK 출시 결정!”. 도쿄 뉴스 통신사. 2020년 3월 9일. 2020년 3월 31일에 확인함.
75. ↑  “니카이도 후미의「옐」 포토 북 발매, 쿠보타 마사타카을 찍은 인물도 수록”. 《영화나탈리》 (나타샤). 2020년 3월 9일. 2020년 3월 31일에 확인함.
76. ↑  “2013년 일본 영화 개인상”. 제35회 요코하마 영화제. 2013년 12월 12일에 원본 문서에서 보존된 문서. 2013년 12월 7일에 확인함.
77. ↑  제56회 블루 리본상 작품상은 「요노스케 이야기」(2014년 1월 23일) 스포니치 아넥스 2014년 1월 23일에 확인.
78. ↑  “일본 아카데미상 우수상 결정!”. 2015년 1월 14일. 2015년 1월 17일에 확인함.
79. ↑  “니카이도 후미 “초보 운전자 마크” 패션에 매료 신발에는 오르골 탑재!”. 2015년 2월 5일. 2015년 2월 8일에 확인함.
80. ↑  “일본 아카데미상 우수상 발표 작품상에 「날아라 사이타마」 「킹덤」등”. 《ORICON NEWS》 (oricon ME). 2020년 1월 15일. 2020년 1월 15일에 확인함.
81. ↑  수상 결과 총평 : 제106회 드라마 아카데미상 더 텔레비전, 2021년 2월 22일에 확인.
82. ↑  “제29회 하시다상에 하세가와 히로키, 니카이도 후미 시상식은 보류”. 시네마투데이. 2021년 3월 28일. 2021년 3월 28일에 확인함.
83. ↑  “「옐」니카이도 후미 「쿠보타 씨와 도요하시 좋은 추억」 / 드라마 GP 여우 조연상”. 닛칸스포츠. 2021년 5월 3일. 2021년 5월 3일에 확인함.